# SN 2008ho
SN 2008ho – supernowa typu II-P odkryta 26 listopada 2008 roku w galaktyce NGC 922. W momencie odkrycia miała maksymalną jasność 16,50m.